# Han Nijssen
Han Nijssen (Amsterdam, 28 oktober 1935 - Amsterdam, 25 juni 2013) was een Nederlandse ichtyoloog.
Nijssen werd geboren in Amsterdam en promoveerde in mei 1970 aan de Universiteit van Amsterdam op het proefschrift Herziening van de Surinaamse meervallen van het geslacht Corydoras. Later was hij conservator bij het Zoölogisch Museum in Amsterdam. Nijssen werkte veel met vissen uit Zuid-Amerika en was de auteur van verschillende soorten, b.v. Corydoras weitzmani en Corydoras xinguensis. In samenwerking met Isaäc Isbrücker beschreef hij onder andere de groep Hypancistrus en de soorten Hypancistrus zebra en Corydoras panda. Hij werkte ook samen met Sven O. Kullander.

## Vernoemd
- De soorten Corydoras nijsseni en Apistogramma nijsseni[4]
- Metaloricaria nijsseni[5]
- Leporinus nijsseni

## Publicaties (niet compleet)
- Han Nijssen & S.J. de Groot, De vissen van Nederland. (1987)
- Sven O. Kullander & Han Nijssen, The Cichlids of Surinam: Teleostei: Labroidei  (1989)
- Han Nijssen, Veldgids Zeevissen, KNNV 2009, ISBN 9789050111393

- International Standard Name Identifier: 0000 0000 3988 4836
- Library of Congress Control Number: n88288656
- Nederlandse Thesaurus van Auteursnamen: 071397973
- Système universitaire de documentation: 152610715
- Virtual International Authority File: 6503405
- WorldCat: E39PBJjxvfqJK4PcPQ6mMFXw4q